# 위구르족
위구르족(위구르어: ئۇيغۇر, 튀르키예어: Uygurlar, 영어: Uyghur people)은 중앙아시아의 튀르크계 민족으로 현재 중화인민공화국의 신장 위구르 자치구에 살고 있는 민족이다. 중화인민공화국 정부에서는 웨이우얼족(중국어 간체자: 维吾尔, 정체자: 維吾爾, 병음: Wéiwú'ěr, 중국조선어: 위글족, 고려말: 위굴족)이라는 이름으로 중국의 소수민족으로 인정한다. 역사적으로는 744년, 위구르족은 바스밀(Basmil), 카를루크(Qarluq) 등의 부족과 함께 돌궐 제2제국을 멸망시키고 외튀켄(튀르키예어: Ötüken)산에서 위구르 제국을 세운다.
중국뿐 아니라 파키스탄, 카자흐스탄, 키르기스스탄, 몽골, 우즈베키스탄, 독일, 튀르키예, 러시아 등에도 소수가 흩어져 살고 있다. 중국에서는 신장 위구르 자치구뿐만 아니라 후난성 창더 시의 타오위안 현(중국어: 桃源縣)에도 살고 있으며, 베이징이나 상하이와 같은 주요 도시에서도 찾아 볼 수 있다. 작기는 하지만 미국의 로스앤젤레스, 샌프란시스코, 뉴욕 시와 워싱턴 D.C.에도 위구르족 공동체가 있으며, 캐나다의 토론토와 밴쿠버에도 살고 있다.
위구르족이 원래부터 살고 있던 우루무치는 중앙아시아에서는 먼 거리에 존재한다. 우루무치는 몽골 서쪽에 더 가깝다. 우즈베크인은 투르크계이지만 위구르와는 한국인과 일본인정도의 많은 차이점을 보인다. 위구르족은 키르기스인과 카자흐스탄인과 좀 더 유사성을 보이며 유사한 단어가 있지만 언어는 전혀 통하지 않는다.
2015년 이후, 약 백만명의 위구르인들이 신장 재교육 캠프에 입소하였다. 그 캠프는 시진핑 정부 아래서 세워진 것으로 명목상의 주된 목적은 중국어를 가르치고 중국 사회에 필요한 교육을 하고 이슬람 극단주의를 방지하기 위한 방책이다. 그러나 캠프 안에서는 심각한 인권 침해가 일어나고 있는 것으로 추정된다. 또 그중에는 위구르족의 정체성을 파괴하는 행위들도 포함된다.
위구르족은 현재 중국 정부에게서 극심한 탄압과 인권 침해를 당하고 있다.

## 역사

### 오르혼 제국 이전

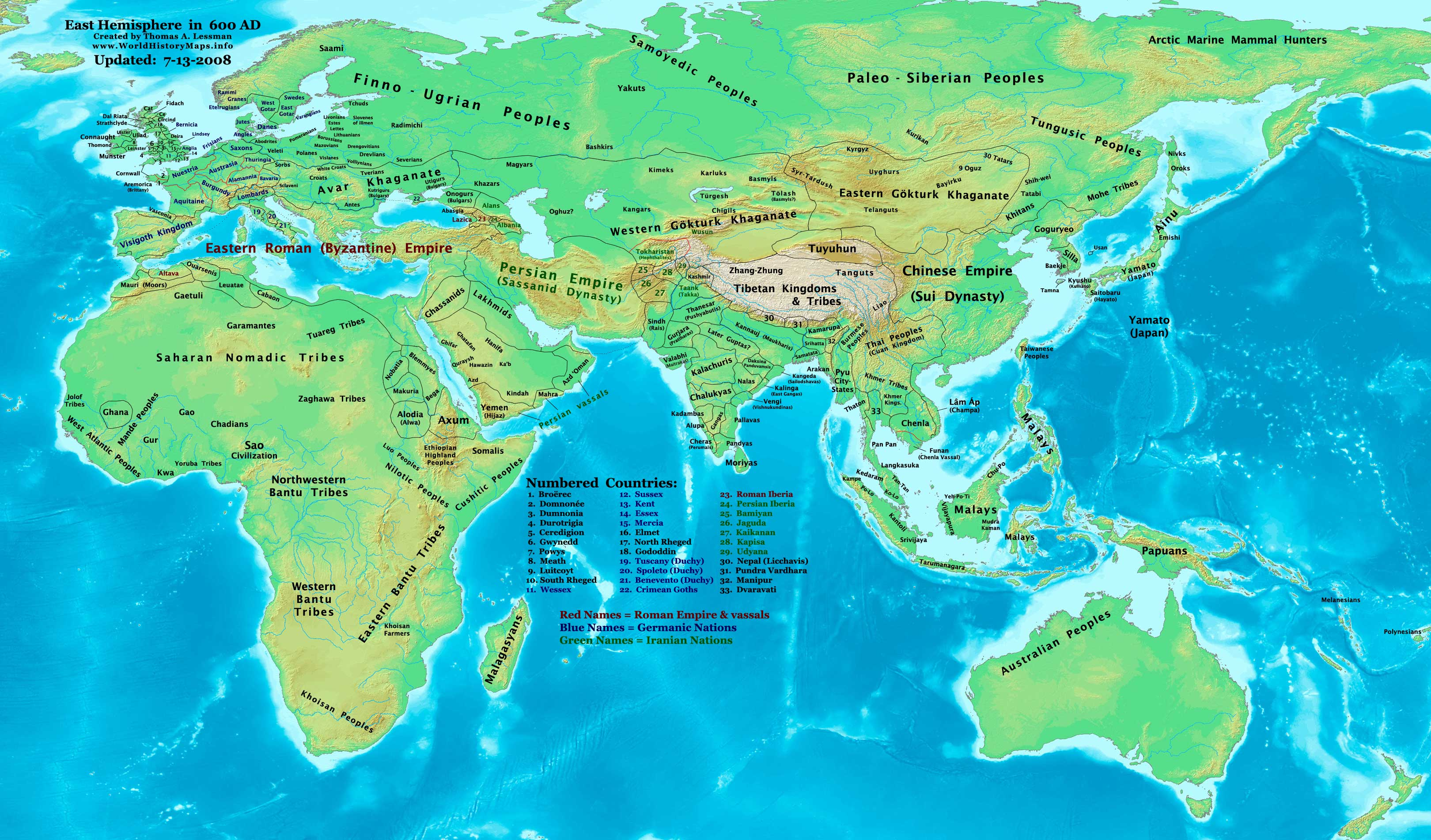
전성기의 동서돌궐 제국의 영토, 600 A.D. 밝은 색은 직접통치지역, 어두운 색은 영향권

위구르족의 조상은 유목 고차(高車, 고차=고거=철륵=정령)족이다. 타림분지에 살았던 토하라(Tocharians, 月氏)족과 소그드족은 위구르족에게 말살되었다. '고차'는 천막을 옮기기 위한 소가 끄는 수레에서 유래되었다고 생각된다. 이들은 바이칼호 남쪽 협곡과 예니세이 강 일대에 사는 알타이계의 유목민족이었다. 이들은 약간의 농업과 예니세이강 유역의 풍부한 철광석을 바탕으로 금속문화를 발달시켰다. 이후 흉노에 복속되어 무기를 제공하였으며 이후 유연과 에프탈의 지배를 차례로 받았다. 450년 가오체는 유연에 반란을 계획하였으나 유연 지배하의 투르크족에 패배한다. 이 사건은 돌궐제국을 오래 괴롭힌 역사적인 투르크와 퇼레스(鐵勒, 철륵)간 원한의 시작이었다. 돌궐이 유연/에프탈을 패배시켰을때, 그들은 퇼레스의 새로운 지배자가 된다.(이 시기에 고거족의 이름은 퇼레스로 바뀐다.) 이 시기에 위구르는 처음으로 중국의 사서에 바이칼 남쪽 지역의 10,000호의 작은 부족으로 기록된다.
퇼레스 부족연맹이 와해되자, 위구르는 수나라와 연합한 설연타(薛延陀) 연합에 참여하며, 타르두한을 꺾고 독립을 쟁취한다. 이 시기에 위구르는 연합 내에서 설연타 다음의 지위를 점유하였다. 동돌궐과 돌궐 제2제국 사이 공백기인 630년에서 683년 사이 위구르는 설연타를 무너뜨리고 부고(僕固), 동라(同羅), 바이르쿠(拔野古) 등 다섯 부족들과 함께 위구르 연합을 구성하여 독립을 선언한다. 위구르는 다른 유목 터키계 부족들과 함께 돌궐 제2제국에 복속된다. 돌궐 제2제국의 734년 빌케가한(毗伽可汗)의 사망 이후 그 세가 기울게 된다. 위구르는 일련의 반란 뒤에 9개 부족이 연합한 토쿠즈-오구즈(Toqus-Oghuz)라는 부족연맹을 통합하여 새로운 동맹세력, 온 위구르(On-Uygur)의 지도세력이 된다. 십성회흘(十城回吃) 744년, 위구르는 바스밀(Basmil), 카를룩(Qarluq) 등의 부족과 함께 돌궐 제2제국을 멸망시키고 외튀켄(Ötüken)산에서부터 현 몽골고원을 정복하고 위구르 제국을 세운다.

### 오르혼 위구르 제국

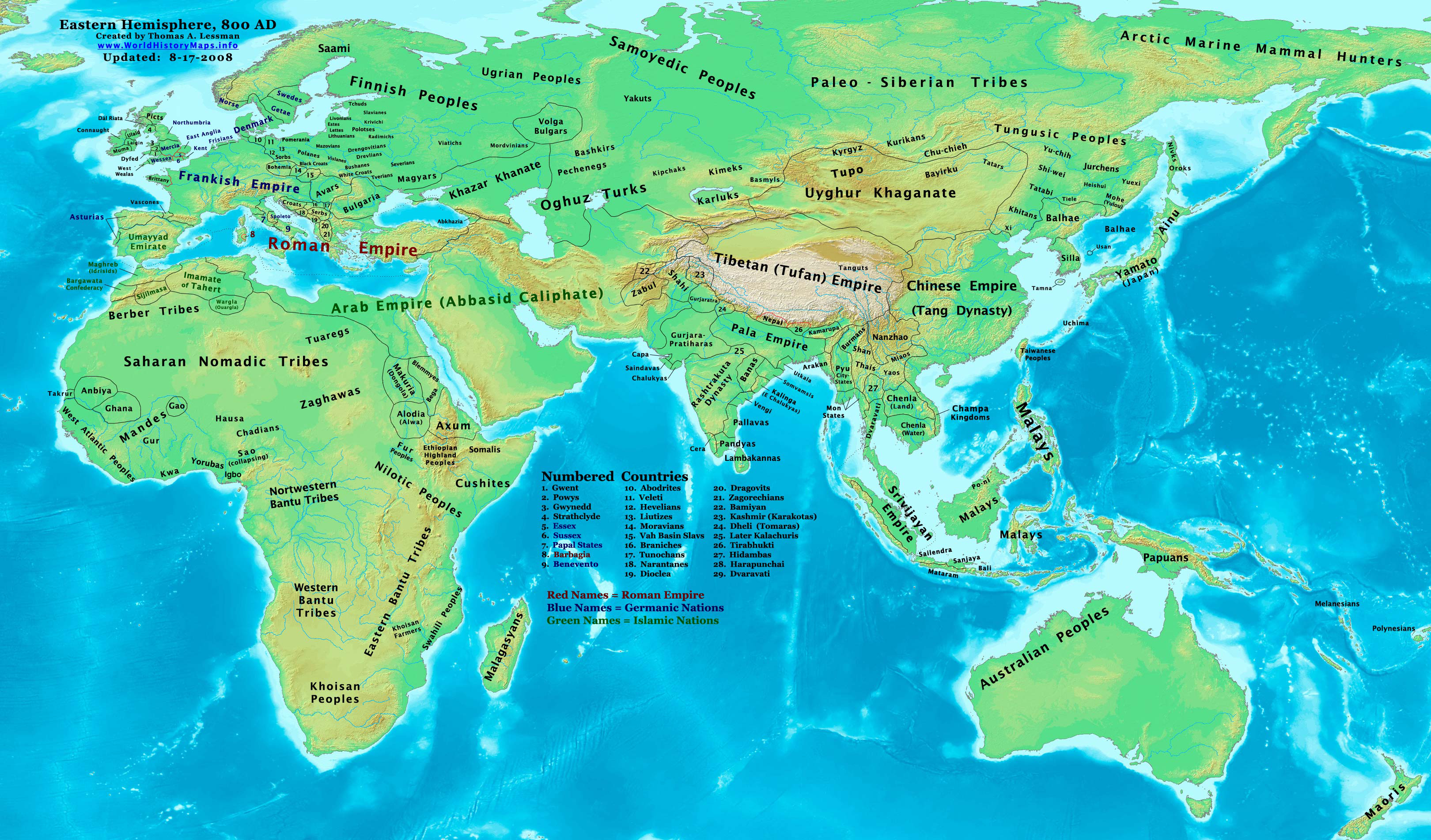
8세기의 위구르 제국

오르혼 위구르 제국은 744년 쿠틀룩 보일라(Qutluɣ Boyla, 骨力裵羅)에 의해 건국되었으며 840년까지 카스피해 유역에서 만주에 이르는 광대한 영토를 점유하였다. 오르혼강 유역의 광활한 스텝지역을 지배하였으며 수도는 현재의 카라 발가순(Qara Balɣasun)에 위치한 오르두 발릭(Ordu Balïq)이었다. 757년 안사의 난으로 당나라가 위기에 처하자 당나라 수도 장안(長安)에 진군하여 장안을 불태우고 유린하였다. 당나라 멸망에 지대한 영향을 끼치고 759년부터 779년까지 최전성기를 누렸으나 762년 뵈귀(Bögü) 카간은 이란계 소그드인에게서 전파된 마니교를 국교로 받아들이고 점차 유목적 성격을 잃고 정착 농경사회로 탈변한다. 결국 군사력이 약해진 위구르 제국은 840년 다른 터키계 민족인 키르기즈(Kyrgyz)에 의해 멸망한다.

### 제국의 몰락과 분열의 시기
위구르 제국이 멸망하자, 위구르의 유민들은 간쑤, 신장, 톈산산맥 서쪽 추강 유역으로 이동해 정착하였다.

#### 유고르
세개의 위구르 지역 중 동쪽에 있었던 나라는 현재 중국 간쑤 성의 장예에 도읍한 간수 왕국(870년~1036년)이며 유고르라고도 한다. 유고르는 마니교에서 라마교로 개종하였는데, 서쪽의 다른 투르크계 사람들과 다르게 이들은 이후 이슬람으로 개종하지 않았다. 이들의 후손은 현재 위구르족과 분리된 중국의 소수민족인 유구르족이다. 전성을 누리던 유고르는 1028년부터 9년간 이어진 탕구트 왕국과의 치열한 전쟁에서 1036년에 패한다.

#### 카라코야
서쪽으로 이동한 사람들은 중가리아 분지와 타림 분지에 살던 다른 투르크계 부족과 함께 카라코야 왕국(高昌國, 856-866 CE 사이 건국)을 세웠다. 지배자의 호칭을 따서 이디쿠트(신성한 부, 영광)라고도 불렸던 이 나라는, 겨울의 수도인 투르판과 여름의 수도인 베쉬발릭, 그리고 쿠물, 쿠차에 기반한 불교국가였다. 이들은 위구르 문화의 정통을 이어받은 것으로 간주되었으며 카라코야는 몽골 제국에 복속되는 1209년까지 독립적으로 국가를 다스렸다. 중국에서 981년 황옌더를 사절로 보내 정주시킬 만큼 이들은 확고한 국가를 완성하였다.

#### 카라한 왕조
카라코야의 서쪽에는 카라카니드 왕국(840년~1212년)이 있었으며 카라한(위대한 칸), 일레크칸 이라고도 불렸다. 카라한은 840년, 추강 계곡에서 위구르족에 의해 발흥하여 1212년까지 투르키스탄과 트란스옥사니아 지역에 존속했다. 934년 술탄 사툭 부그라 칸(920년-956년)에 의해 이슬람으로 개종하였으며 940년 카를룩의 수도를 점령하여 무슬림 연방으로 거듭난다. 사마르칸트의 사만조와 함께 그들은 스스로를 불교 국가인 카라코야와 호탄왕국에 맞서는 이슬람의 수호자로 여겼다. 카라한의 첫 수도는 추강 계곡의 발라사군이었으며 이후 카슈가르로 옮겼다.
카라한의 군림은 투르크 문화와 예술의 역사에 중요한 부분을 차지한다. 이 기간 동안 모스크와 학교, 다리, 그리고 카라반의 숙사가 지어졌다. 카슈가르, 부하라, 사마르칸트는 배움의 중심이 되었고 투르크 문학이 발달했다. 이 시기의 중요한 작품으로는 Yusuf Balasaghuni의 1060년대 작품인 《Kutadgu Bilig》 (한국어: 행복을 주는 지식)이 있다.
베쉬발릭과 투르판 지역의 거주자들은 15세기 야르칸드 칸국의 세력 확장 때까지 이슬람으로 개종하지 않았다. 이슬람으로의 개종 이전에 위구르족들은 마니교, 조로아스터교, 불교, 네스토리우스교였다.

#### 청나라 침략
1644년, 퉁구스 민족이었던 만주족이 세운 청나라는 중국의 명나라를 정복하고 위구르를 1759년 침공하였다.
위구르족들은 독자적인 국가를 세우려고 한다. 아팍 호자는 위구르군을 이끌고 청군에 맞서 싸우지만 패배하여 서쪽의 카슈가르와 옐켄까지 밀린다. 1759년 여름, 마지막 근거지인 카슈가르에서 도주한 위구르는 인도로 도망가기 위해 무리 4000명을 이끌고 파미르 산중 도망갔다.
위구르족들은 42차례 독립운동을 일으켰다. 특히, 1820년에는 형 호자의 손자인 자항기르가 파미르를 넘어 반청운동의 기치를 높인다. 1826년, 그를 따르는 백산당의 무리를 이끌고 카슈가르를 함락하고 옐켄, 호탄 등의 도시를 정복했지만, 1827년 청의 대규모 지원군에 패배하고 파미르 산중에서 붙잡혀 처형된다. 19세기 중반, 청조가 혼란에 빠지면서 위구르족들은 일제히 일어나 저항했으며, 카슈가르로 넘어간 자항가르의 일족은 제어할 힘을 잃은 청조를 상대로 성전을 부르짖었다. 1864년 위구르 각지에서는 대대적인 반란이 일어났고 이를 통해 위구르는 동튀르키스탄에서 청나라의 만주족들을 몰아낸다. 청나라는 이 지역을 완전히 상실하게 된다.
각지의 반란은 긴밀하게 연결되지 못하여, 위구르에는 6개의 지역정권이 들어선다. 이들은 곧 내전에 돌입하였고, 위구르는 다시 혼란에 빠진다. 이때, 서쪽의 코칸트 한국에서 넘어온 야쿱 벡(Yaqub Beg)은 아팍 호자의 후예를 왕으로 세우고 카슈가르를 근거지로 다른 세력들을 평정하여, 일곱 도시의 나라라는 뜻의 예티샤르(카슈가리아 왕국)를 세운다. 예티샤르는 카슈가르, 옐켄, 호탄, 아커쑤, 쿠차, 쿠얼러, 투르판 등을 아우르는 위구르의 통일국가였다. 1872년 제정 러시아에, 1873년 오스만 제국에, 1874년 대영제국에 의해 인정받았다.
야꿉 벡은 군대의 무장을 위해 주민들로부터 많은 세금을 거두었으며, 자신과 같은 출신인 코칸트 인들을 중용하여 위구르족들의 불만을 사기도 했다. 이러한 불만을 아우르기 위해 스스로가 이슬람의 수호자임을 피력했고, 백성들에게는 이슬람 율법의 준수를 강조했다. 이러한 맥락에서 카슈가르의 '아팍 호자의 묘'를 중수하기도 했다.
청나라는 예티샤르로 진격했다. 주변국들은 당시 야꿉 벡이 서양에서 지원받은 신식 무기로 무장하고 있었기 때문에 패배하지 않을 것이라고 판단했다. 하지만 섬서성과 감숙성의 회족 반란을 진압하고 타림분지로 진격해온 좌종당에게, 야꿉 벡은 치명적인 실수를 하고 만다. 협상을 하자는 좌종당의 작전에 야꿉 벡은 사망한다.

### 동튀르키스탄 공화국
1911년, 신해혁명이 일어나 청나라가 몰락하고 중화민국이 건국된다. 이 와중에 위구르에 대한 통제는 약해졌으며, 중국에 일어난 많은 군벌들과 독일, 미국 등의 사이에서 위구르는 분열된다.
1944년, 중국 본토에서 국공내전이 일어난 틈을 타서 위구르족들은 일리 지역에서 반란을 일으킨다. 위구르족과 타림분지 지역의 소수민족들은 독자적인 임시정부를 수립하고 동튀르키스탄 공화국이라고 이름짓는다.
하지만 곧 공산당이 국공내전에서 승리하였고, 공화국 내부에서는 정치적 장래를 둘러싼 내분이 생긴다. 결국 1949년 임시정부의 주석이었던 부르한 샤히디(Burhan Shahidi)는 중국 공산당과의 병합을 선언했고, 부주석이었던 이사 유수프 알프테킨(Isa Yusuf Alptekin)을 따르던 많은 위구르 사람들은 이에 반대해 터키로 망명했다.

## 같이 보기
- 중국의 민족
- 쿠샨 왕조
- 2009년 7월 우루무치 소요사태
- 동튀르키스탄 독립운동